# Alan D. Martin
Alan Douglas Martin (* 4. Dezember 1937) ist ein britischer Elementarteilchenphysiker. Er war Professor an der University of Durham.

## Leben
Martin erlangte 1958 den Bachelor of Science und 1962 den Ph.D. am University College London (Dissertation The Interaction of Nuclei with K-Mesons and Hyperons). Anschließend arbeitete er als Forschungsassistent an der University of Illinois und als wissenschaftlicher Mitarbeiter in den Rutherford Labs. Ab 1964 lehrte er an der University of Durham, zunächst als Lecturer (1964–1971), dann als Senior Lecturer (1971–1975), Reader (1975–1978) und schließlich ab 1978 als Professor für Theoretische Physik. Außerdem war er unter anderem 1971 bis 1973 als wissenschaftlicher Mitarbeiter am CERN in Genf tätig.
Martin forschte am DESY unter anderem über störungstheoretische Quantenchromodynamik (Parton-Verteilungsfunktionen) in der Analyse der dort in den 1990er Jahren am Hera-Ring durchgeführten Experimente über die innere Struktur des Protons.
2007 erhielt er den Max-Born-Preis für seine Pionierarbeit über die Starke Wechselwirkung, insbesondere für seine theoretischen Arbeiten zur inneren Struktur des Protons.

## Schriften
- mit P. D. B. Collins, E. J. Squires: Particle Physics and Cosmology, Wiley 1989
- mit Francis Halzen: Quarks and Leptons: an introductory course in modern particle physics, Wiley 1984
- mit Sam Harbison, Karen Beach, Peter Cole: Introduction to Radiation Protection, 6. Auflage, Taylor and Francis 2012